# Филипповка (Амурская область)
Филипповка — упразднённое село в Ромненском районе Амурской области, Россия. Исключено из учётных данных в 1974 году.

## География
Село располагалось на правом берегу реки Горбыль в близи места впадения её в реку Томь, на расстоянии примерно 2,5 километра (по прямой) к северо-востоку от села Новолиствянка.

## История
По данным 1926 года в деревне Филипповка имелось 20 хозяйств крестьянского типа и проживал 73 человека (43 мужчины и 30 женщин). В национальном составе населения преобладали русские. В административном отношении входила в состав Райгородского сельсовета Александровского района Амурского округа Дальневосточного края.
Решением Амурского исполкома от 7 июня 1974 года № 253, село Филипповка исключено из учётных данных как несуществующее.